# Стеф Брунінк
Стеф Брунінк (нід. Stef Broenink, нар. 19 вересня 1990) — нідерландський веслувальник, срібний призер Олімпійських ігор 2020 та 2024 років.

## Виступи на Олімпіадах
| Олімпіада  | Дисципліна   | Місце |
| ---------- | ------------ | ----- |
| Токіо 2020 | парні двійки | 2     |
| Париж 2024 | парні двійки | 2     |

## Зовнішні посилання
- Стеф Брунінк на сайті FISA.

1. 1 2 3 4  Stefan Broenink